# Revue Historique
Revue historique este o revistă franceză de istorie creată în 1876 de protestantul Gabriel Monod și catolicul Gustave Fagniez. Această revistă venea ca o reacție la La Revue des Questions historiques creată cu 10 ani în urmă care susținea ultramontanismul și legitimismul. Revue historique nu era afiliată vreunei religii, partid sau doctrină. Marea majoritate a colaboratorilor veneau din rândul protestanțilort sau a liber cugetătorilor. Fagniez a demisionat în 1881 pentru a protesta față de atacurile împotriva Bisericii Catolice. Charles Bémont s-a alăturat comitetului de redacție în 1876, și a fost co-director până în 1939.
Printre colaboratorii de la sfârșitul secolului al XIX-lea, pot fi menționați Charles Bayet, Arthur Giry, Camille Jullian, Gustave Bloch, Ernest Lavisse, Paul Guiraud și Ernest Havet.

## În prezent
Este editată la Paris de Presses universitaires de France și condusă de Claude Gauvard Jean-François Sirinelli.
René Rémond a fost director onorific până la moartea sa în 2007, iar acum această poziție este ocupată de Jean Favier.